# Copa América 2015/Spiele
Dieser Artikel umfasst die Spiele der Copa América 2015 mit allen statistischen Details. Die Kader der 10 beteiligten südamerikanischen Mannschaften finden sich unter Copa América 2015/Kader. Alle Spiele fanden zur Ortszeit UTC−3 statt, was der Mitteleuropäischen Sommerzeit plus 5 Stunden entspricht.

## Gruppenphase

### Gruppe A

#### Chile – Ecuador 2:0 (0:0)
| Chile                                                                       | Chile | Ecuador | Ecuador | Aufstellung                     |
| --------------------------------------------------------------------------- | --- | --- | ------- | ------------------------------- |
| Chile                                                                       | \| 11. Juni 2015 um 20:30 Uhr in Santiago de Chile (Estadio Nacional de Chile) \| \| Zuschauer: 46.000 \| \| Schiedsrichter: Néstor Pitana ( Argentinien) \| | \| 11. Juni 2015 um 20:30 Uhr in Santiago de Chile (Estadio Nacional de Chile) \| \| Zuschauer: 46.000 \| \| Schiedsrichter: Néstor Pitana ( Argentinien) \| | Ecuador | Aufstellung Chile gegen Ecuador |
| Chile                                                                       | Claudio Bravo – Mauricio Isla, Gary Medel, Gonzalo Jara, Eugenio Mena – Charles Aránguiz (84. David Pizarro), Marcelo Díaz, Arturo Vidal – Jorge Valdivia (67. Matías Fernández) – Alexis Sánchez, Jean Beausejour (46. Eduardo Vargas) Cheftrainer: Jorge Sampaoli ( Argentinien) | Alexander Domínguez – Juan Carlos Paredes, Gabriel Achilier, Frickson Erazo, Walter Ayoví – Christian Noboa, Osbaldo Lastra (67. Pedro Quiñónez) – Jefferson Montero, Miller Bolaños, Fidel Martínez (79. Renato Ibarra) – Enner Valencia Cheftrainer: Gustavo Quinteros ( Bolivien) | Ecuador | Aufstellung Chile gegen Ecuador |
| Chile                                                                       | 1:0 Arturo Vidal (66., Foulelfmeter) 2:0 Eduardo Vargas (83.) | | Ecuador | Aufstellung Chile gegen Ecuador |
| Chile                                                                       | Gonzalo Jara (31.), Matías Fernández (73.) | Fidel Martínez (23.), Osbaldo Lastra (41.) | Ecuador | Aufstellung Chile gegen Ecuador |
| Chile                                                                       | Matías Fernández (90.+2') | | Ecuador | Aufstellung Chile gegen Ecuador |
| Chile                                                                       | Spieler des Spiels: Arturo Vidal | | Ecuador | Aufstellung Chile gegen Ecuador |
| 11. Juni 2015 um 20:30 Uhr in Santiago de Chile (Estadio Nacional de Chile) | | |         |                                 |
| Zuschauer: 46.000                                                           | | |         |                                 |
| Schiedsrichter: Néstor Pitana ( Argentinien)                                | | |         |                                 |

#### Mexiko – Bolivien 0:0
| Mexiko                                                         | Mexiko | Bolivien | Bolivien | Aufstellung                       |
| -------------------------------------------------------------- | --- | --- | -------- | --------------------------------- |
| Mexiko                                                         | \| 12. Juni 2015 um 20:30 Uhr in Viña del Mar (Estadio Sausalito) \| \| Zuschauer: 14.987 \| \| Schiedsrichter: Enrique Cáceres ( Paraguay) \| | \| 12. Juni 2015 um 20:30 Uhr in Viña del Mar (Estadio Sausalito) \| \| Zuschauer: 14.987 \| \| Schiedsrichter: Enrique Cáceres ( Paraguay) \| | Bolivien | Aufstellung Mexiko gegen Bolivien |
| Mexiko                                                         | Jesús Corona – Gerardo Flores Zúñiga, Hugo Ayala, Rafael Márquez (63. Javier Aquino), Julio Domínguez, Adrián Aldrete – Javier Güémez, Juan Carlos Medina (80. Luis Montes) – Jesús Manuel Corona – Eduardo Herrera Aguirre (60. Raúl Jiménez), Matías Vuoso Cheftrainer: Miguel Herrera | Romel Quiñónez – Miguel Ángel Hurtado, Ronald Raldes , Edward Zenteno, Leonel Morales – Ricardo Pedriel Suárez (84. Marvin Bejarano), Alejandro Chumacero, Danny Bejarano, Martin Smedberg-Dalence – Jhasmani Campos (70. Pablo Daniel Escobar) – Marcelo Moreno Cheftrainer: Mauricio Soria | Bolivien | Aufstellung Mexiko gegen Bolivien |
| Mexiko                                                         | Gerardo Flores Zúñiga (89.) | Danny Bejarano (32.), Pablo Daniel Escobar (88.) | Bolivien | Aufstellung Mexiko gegen Bolivien |
| Mexiko                                                         | Spieler des Spiels: Jesús Manuel Corona | | Bolivien | Aufstellung Mexiko gegen Bolivien |
| 12. Juni 2015 um 20:30 Uhr in Viña del Mar (Estadio Sausalito) | | |          |                                   |
| Zuschauer: 14.987                                              | | |          |                                   |
| Schiedsrichter: Enrique Cáceres ( Paraguay)                    | | |          |                                   |

#### Ecuador – Bolivien 2:3 (0:3)
| Ecuador                                                                   | Ecuador | Bolivien | Bolivien | Aufstellung                        |
| ------------------------------------------------------------------------- | --- | --- | -------- | ---------------------------------- |
| Ecuador                                                                   | \| 15. Juni 2015 um 18:00 Uhr in Valparaíso (Estadio Elías Figueroa Brander) \| \| Zuschauer: 5.982 \| \| Schiedsrichter: Joel Aguilar ( El Salvador) \| | \| 15. Juni 2015 um 18:00 Uhr in Valparaíso (Estadio Elías Figueroa Brander) \| \| Zuschauer: 5.982 \| \| Schiedsrichter: Joel Aguilar ( El Salvador) \| | Bolivien | Aufstellung Ecuador gegen Bolivien |
| Ecuador                                                                   | Alexander Domínguez – Juan Carlos Paredes (86. Daniel Angulo), Gabriel Achilier, Frickson Erazo, Walter Ayoví – Christian Noboa, Pedro Quiñónez (46. Renato Ibarra) – Fidel Martínez (46. Juan Cazares), Miller Bolaños, Jefferson Montero – Enner Valencia Cheftrainer: Gustavo Quinteros ( Bolivien) | Romel Quiñónez – Miguel Ángel Hurtado, Ronald Raldes , Edward Zenteno, Leonel Morales – Ricardo Pedriel Suárez (57. Cristian Coimbra), Alejandro Chumacero, Danny Bejarano, Martin Smedberg-Dalence – Damián Lizio (72. Marvin Bejarano) – Marcelo Moreno (88. Damir Miranda) Cheftrainer: Mauricio Soria | Bolivien | Aufstellung Ecuador gegen Bolivien |
| Ecuador                                                                   | 1:3 Enner Valencia (48.) 2:3 Miller Bolaños (82.) | 0:1 Ronald Raldes (5.) 0:2 Martin Smedberg-Dalence (18.) 0:3 Marcelo Moreno (43., Foulelfmeter) | Bolivien | Aufstellung Ecuador gegen Bolivien |
| Ecuador                                                                   | Pedro Quiñónez (38.), Frickson Erazo (43.) | Edward Zenteno (38.), Miguel Ángel Hurtado (45.), Romel Quiñónez (62.) | Bolivien | Aufstellung Ecuador gegen Bolivien |
| Ecuador                                                                   | Enner Valencia verschoss einen Elfmeter in der 38. Minute | | Bolivien | Aufstellung Ecuador gegen Bolivien |
| Ecuador                                                                   | Spieler des Spiels: Romel Quiñónez | | Bolivien | Aufstellung Ecuador gegen Bolivien |
| 15. Juni 2015 um 18:00 Uhr in Valparaíso (Estadio Elías Figueroa Brander) | | |          |                                    |
| Zuschauer: 5.982                                                          | | |          |                                    |
| Schiedsrichter: Joel Aguilar ( El Salvador)                               | | |          |                                    |

#### Chile – Mexiko 3:3 (2:2)
| Chile                                                                       | Chile | Mexiko | Mexiko | Aufstellung                    |
| --------------------------------------------------------------------------- | --- | --- | ------ | ------------------------------ |
| Chile                                                                       | \| 15. Juni 2015 um 20:30 Uhr in Santiago de Chile (Estadio Nacional de Chile) \| \| Zuschauer: 45.583 \| \| Schiedsrichter: Víctor Hugo Carrillo ( Peru) \| | \| 15. Juni 2015 um 20:30 Uhr in Santiago de Chile (Estadio Nacional de Chile) \| \| Zuschauer: 45.583 \| \| Schiedsrichter: Víctor Hugo Carrillo ( Peru) \| | Mexiko | Aufstellung Chile gegen Mexiko |
| Chile                                                                       | Claudio Bravo – Gary Medel, Gonzalo Jara, Miiko Albornoz (87. Jean Beausejour) – Mauricio Isla, Marcelo Díaz (71. Eugenio Mena), Charles Aránguiz, Arturo Vidal – Jorge Valdivia – Eduardo Vargas (85. Mauricio Pinilla), Alexis Sánchez Cheftrainer: Jorge Sampaoli ( Argentinien) | Jesús Corona – Gerardo Flores Zúñiga, Juan Carlos Valenzuela, Hugo Ayala, Julio Domínguez, Adrián Aldrete (71. Carlos Salcedo) – Juan Carlos Medina (64. Javier Aquino), Javier Güémez – Jesús Manuel Corona (77. Mario Osuna) – Matías Vuoso, Raúl Jiménez Cheftrainer: Miguel Herrera | Mexiko | Aufstellung Chile gegen Mexiko |
| Chile                                                                       | 1:1 Arturo Vidal (22.) 2:2 Eduardo Vargas (42.) 3:2 Arturo Vidal (55., Foulelfmeter) | 0:1 Matías Vuoso (21.) 1:2 Raúl Jiménez (29.) 3:3 Matías Vuoso (66.) | Mexiko | Aufstellung Chile gegen Mexiko |
| Chile                                                                       | Arturo Vidal (37.), Mauricio Pinilla (90.) | Jesús Manuel Corona (75.) | Mexiko | Aufstellung Chile gegen Mexiko |
| Chile                                                                       | Spieler des Spiels: Arturo Vidal | | Mexiko | Aufstellung Chile gegen Mexiko |
| 15. Juni 2015 um 20:30 Uhr in Santiago de Chile (Estadio Nacional de Chile) | | |        |                                |
| Zuschauer: 45.583                                                           | | |        |                                |
| Schiedsrichter: Víctor Hugo Carrillo ( Peru)                                | | |        |                                |

#### Mexiko – Ecuador 1:2 (0:1)
| Mexiko                                                       | Mexiko | Ecuador | Ecuador | Aufstellung                      |
| ------------------------------------------------------------ | --- | --- | ------- | -------------------------------- |
| Mexiko                                                       | \| 19. Juni 2015 um 18:00 Uhr in Rancagua (Estadio El Teniente) \| \| Zuschauer: 11.051 \| \| Schiedsrichter: José Argote ( Venezuela) \| | \| 19. Juni 2015 um 18:00 Uhr in Rancagua (Estadio El Teniente) \| \| Zuschauer: 11.051 \| \| Schiedsrichter: José Argote ( Venezuela) \| | Ecuador | Aufstellung Mexiko gegen Ecuador |
| Mexiko                                                       | Jesús Corona – Gerardo Flores Zúñiga, Juan Carlos Valenzuela, Hugo Ayala, Julio Domínguez, Efraín Velarde (46. Javier Aquino) – Juan Carlos Medina, Javier Güémez (52. Marco Fabián) – Jesús Manuel Corona (62. Eduardo Herrera Aguirre) – Matías Vuoso, Raúl Jiménez Cheftrainer: Miguel Herrera | Alexander Domínguez – Juan Carlos Paredes, Gabriel Achilier, Arturo Mina, Walter Ayoví – Christian Noboa, Osbaldo Lastra – Renato Ibarra (78. Juan Cazares), Miller Bolaños, Jefferson Montero (90.+2' Fidel Martínez) – Enner Valencia Cheftrainer: Gustavo Quinteros ( Bolivien) | Ecuador | Aufstellung Mexiko gegen Ecuador |
| Mexiko                                                       | 1:2 Raúl Jiménez (63., Foulelfmeter) | 0:1 Miller Bolaños (25.) 0:2 Enner Valencia (57.) | Ecuador | Aufstellung Mexiko gegen Ecuador |
| Mexiko                                                       | Hugo Ayala (17.), Marco Fabián (54.), Eduardo Herrera Aguirre (86.) | Miller Bolaños (28.), Renato Ibarra (52.), Osbaldo Lastra (90.+1') | Ecuador | Aufstellung Mexiko gegen Ecuador |
| Mexiko                                                       | Miguel Herrera wurde in der 70. Minuten auf die Tribüne verwiesen. | | Ecuador | Aufstellung Mexiko gegen Ecuador |
| Mexiko                                                       | Spieler des Spiels: Miller Bolaños | | Ecuador | Aufstellung Mexiko gegen Ecuador |
| 19. Juni 2015 um 18:00 Uhr in Rancagua (Estadio El Teniente) | | |         |                                  |
| Zuschauer: 11.051                                            | | |         |                                  |
| Schiedsrichter: José Argote ( Venezuela)                     | | |         |                                  |

#### Chile – Bolivien 5:0 (2:0)
| Chile                                                                       | Chile | Bolivien | Bolivien | Aufstellung                      |
| --------------------------------------------------------------------------- | --- | --- | -------- | -------------------------------- |
| Chile                                                                       | \| 19. Juni 2015 um 20:30 Uhr in Santiago de Chile (Estadio Nacional de Chile) \| \| Zuschauer: 45.601 \| \| Schiedsrichter: Andrés Cunha ( Uruguay) \| | \| 19. Juni 2015 um 20:30 Uhr in Santiago de Chile (Estadio Nacional de Chile) \| \| Zuschauer: 45.601 \| \| Schiedsrichter: Andrés Cunha ( Uruguay) \| | Bolivien | Aufstellung Chile gegen Bolivien |
| Chile                                                                       | Claudio Bravo – Mauricio Isla, Gary Medel, Gonzalo Jara (70. David Pizarro), Jean Beausejour – Charles Aránguiz, Marcelo Díaz, Arturo Vidal (46. Matías Fernández) – Jorge Valdivia – Eduardo Vargas, Alexis Sánchez (46. Ángelo Henríquez) Cheftrainer: Jorge Sampaoli ( Argentinien) | Romel Quiñónez – Edemir Rodríguez (46. Marvin Bejarano), Ronald Raldes , Cristian Coimbra, Leonel Morales – Wálter Veizaga (46. Damir Miranda), Alejandro Chumacero – Pablo Daniel Escobar (61. Damián Lizio), Ricardo Pedriel Suárez, Martin Smedberg-Dalence – Marcelo Moreno Cheftrainer: Mauricio Soria | Bolivien | Aufstellung Chile gegen Bolivien |
| Chile                                                                       | 1:0 Charles Aránguiz (2.) 2:0 Alexis Sánchez (36.) 3:0 Charles Aránguiz (65.) 4:0 Gary Medel (78.) 5:0 Ronald Raldes (85., Eigentor) | | Bolivien | Aufstellung Chile gegen Bolivien |
| Chile                                                                       | Leonel Morales (41.), Cristian Coimbra (63.), Alejandro Chumacero (72.) | | Bolivien | Aufstellung Chile gegen Bolivien |
| Chile                                                                       | Spieler des Spiels: Jorge Valdivia | | Bolivien | Aufstellung Chile gegen Bolivien |
| 19. Juni 2015 um 20:30 Uhr in Santiago de Chile (Estadio Nacional de Chile) | | |          |                                  |
| Zuschauer: 45.601                                                           | | |          |                                  |
| Schiedsrichter: Andrés Cunha ( Uruguay)                                     | | |          |                                  |

### Gruppe B

#### Uruguay – Jamaika 1:0 (0:0)
| Uruguay                                                                     | Uruguay | Jamaika | Jamaika | Aufstellung                       |
| --------------------------------------------------------------------------- | --- | --- | ------- | --------------------------------- |
| Uruguay                                                                     | \| 13. Juni 2015 um 16:00 Uhr in Antofagasta (Estadio Regional de Antofagasta) \| \| Zuschauer: 8.653 \| \| Schiedsrichter: José Argote ( Venezuela) \| | \| 13. Juni 2015 um 16:00 Uhr in Antofagasta (Estadio Regional de Antofagasta) \| \| Zuschauer: 8.653 \| \| Schiedsrichter: José Argote ( Venezuela) \| | Jamaika | Aufstellung Uruguay gegen Jamaika |
| Uruguay                                                                     | Fernando Muslera – Maxi Pereira, José María Giménez, Diego Godín , Álvaro Pereira – Egidio Arévalo Ríos – Carlos Sánchez (72. Christian Stuani), Nicolás Lodeiro (85. Álvaro González), Cristian Rodríguez (63. Giorgian De Arrascaeta) – Diego Rolán, Edinson Cavani Cheftrainer: Óscar Tabárez | Duwayne Kerr – Adrian Mariappa, Michael Hector, Wes Morgan, Kemar Lawrence – Garath McCleary, Rodolph Austin , Jobi McAnuff, Simon Dawkins (53. Lance Laing) – Giles Barnes, Darren Mattocks (74. Deshorn Brown) Cheftrainer: Winfried Schäfer ( Deutschland) | Jamaika | Aufstellung Uruguay gegen Jamaika |
| Uruguay                                                                     | 1:0 Cristian Rodríguez (51.) | | Jamaika | Aufstellung Uruguay gegen Jamaika |
| Uruguay                                                                     | José Giménez (58.), Diego Godín (83.) | Jobi McAnuff (31.) | Jamaika | Aufstellung Uruguay gegen Jamaika |
| Uruguay                                                                     | Spieler des Spiels: Cristian Rodríguez | | Jamaika | Aufstellung Uruguay gegen Jamaika |
| 13. Juni 2015 um 16:00 Uhr in Antofagasta (Estadio Regional de Antofagasta) | | |         |                                   |
| Zuschauer: 8.653                                                            | | |         |                                   |
| Schiedsrichter: José Argote ( Venezuela)                                    | | |         |                                   |

#### Argentinien – Paraguay 2:2 (2:0)
| Argentinien                                                  | Argentinien | Paraguay | Paraguay | Aufstellung                            |
| ------------------------------------------------------------ | --- | --- | -------- | -------------------------------------- |
| Argentinien                                                  | \| 13. Juni 2015 um 18:30 Uhr in La Serena (Estadio La Portada) \| \| Zuschauer: 16.281 \| \| Schiedsrichter: Wilmar Roldán ( Kolumbien) \| | \| 13. Juni 2015 um 18:30 Uhr in La Serena (Estadio La Portada) \| \| Zuschauer: 16.281 \| \| Schiedsrichter: Wilmar Roldán ( Kolumbien) \| | Paraguay | Aufstellung Argentinien gegen Paraguay |
| Argentinien                                                  | Sergio Romero – Facundo Roncaglia, Ezequiel Garay, Nicolás Otamendi, Marcos Rojo – Javier Mascherano, Éver Banega (80. Lucas Biglia) – Javier Pastore (74. Gonzalo Higuaín) – Lionel Messi , Sergio Agüero (74. Carlos Tévez), Ángel Di María Cheftrainer: Gerardo Martino | Antony Silva – Marcos Cáceres, Paulo da Silva, Pablo César Aguilar, Miguel Samudio – Nelson Valdez, Néstor Ortigoza, Víctor Cáceres, Richard Ortiz (46. Derlis González) – Raúl Bobadilla (65. Edgar Benítez), Roque Santa Cruz (78. Lucas Barrios) Cheftrainer: Ramón Díaz ( Argentinien) | Paraguay | Aufstellung Argentinien gegen Paraguay |
| Argentinien                                                  | 1:0 Sergio Agüero (28.) 2:0 Lionel Messi (35., Foulelfmeter) | 2:1 Nelson Valdez (59.) 2:2 Lucas Barrios (89.) | Paraguay | Aufstellung Argentinien gegen Paraguay |
| Argentinien                                                  | Facundo Roncaglia (40.), Nicolás Otamendi (82.) | Pablo César Aguilar (24.), Richard Ortiz (38.), Derlis González (47.), Lucas Barrios (89.) | Paraguay | Aufstellung Argentinien gegen Paraguay |
| Argentinien                                                  | Spieler des Spiels: Nelson Valdez | | Paraguay | Aufstellung Argentinien gegen Paraguay |
| 13. Juni 2015 um 18:30 Uhr in La Serena (Estadio La Portada) | | |          |                                        |
| Zuschauer: 16.281                                            | | |          |                                        |
| Schiedsrichter: Wilmar Roldán ( Kolumbien)                   | | |          |                                        |

#### Paraguay – Jamaika 1:0 (1:0)
| Paraguay                                                                    | Paraguay | Jamaika | Jamaika | Aufstellung                        |
| --------------------------------------------------------------------------- | --- | --- | ------- | ---------------------------------- |
| Paraguay                                                                    | \| 16. Juni 2015 um 18:00 Uhr in Antofagasta (Estadio Regional de Antofagasta) \| \| Zuschauer: 6.099 \| \| Schiedsrichter: Carlos Vera ( Ecuador) \| | \| 16. Juni 2015 um 18:00 Uhr in Antofagasta (Estadio Regional de Antofagasta) \| \| Zuschauer: 6.099 \| \| Schiedsrichter: Carlos Vera ( Ecuador) \| | Jamaika | Aufstellung Paraguay gegen Jamaika |
| Paraguay                                                                    | Antony Silva – Bruno Valdez, Paulo da Silva, Pablo César Aguilar, Miguel Samudio (77. Iván Piris) – Derlis González, Néstor Ortigoza, Víctor Cáceres, Edgar Benítez (86. Osmar Molinas) – Raúl Bobadilla (75. Nelson Valdez), Roque Santa Cruz Cheftrainer: Ramón Díaz ( Argentinien) | Duwayne Kerr – Adrian Mariappa, Michael Hector, Wes Morgan, Kemar Lawrence – Rodolph Austin , Jobi McAnuff – Garath McCleary, Je-Vaughn Watson (57. Lance Laing), Simon Dawkins (80. Darren Mattocks) – Giles Barnes (62. Deshorn Brown) Cheftrainer: Winfried Schäfer ( Deutschland) | Jamaika | Aufstellung Paraguay gegen Jamaika |
| Paraguay                                                                    | 1:0 Edgar Benítez (35.) | | Jamaika | Aufstellung Paraguay gegen Jamaika |
| Paraguay                                                                    | Bruno Valdez (59.) | Rodolph Austin (8.), Wes Morgan (16.) | Jamaika | Aufstellung Paraguay gegen Jamaika |
| Paraguay                                                                    | Spieler des Spiels: Roque Santa Cruz | | Jamaika | Aufstellung Paraguay gegen Jamaika |
| 16. Juni 2015 um 18:00 Uhr in Antofagasta (Estadio Regional de Antofagasta) | | |         |                                    |
| Zuschauer: 6.099                                                            | | |         |                                    |
| Schiedsrichter: Carlos Vera ( Ecuador)                                      | | |         |                                    |

#### Argentinien – Uruguay 1:0 (0:0)
| Argentinien                                                  | Argentinien | Uruguay | Uruguay | Aufstellung                           |
| ------------------------------------------------------------ | --- | --- | ------- | ------------------------------------- |
| Argentinien                                                  | \| 16. Juni 2015 um 20:30 Uhr in La Serena (Estadio La Portada) \| \| Zuschauer: 18.243 \| \| Schiedsrichter: Sandro Ricci ( Brasilien) \| | \| 16. Juni 2015 um 20:30 Uhr in La Serena (Estadio La Portada) \| \| Zuschauer: 18.243 \| \| Schiedsrichter: Sandro Ricci ( Brasilien) \| | Uruguay | Aufstellung Argentinien gegen Uruguay |
| Argentinien                                                  | Sergio Romero – Pablo Zabaleta, Ezequiel Garay, Nicolás Otamendi, Marcos Rojo – Lucas Biglia, Javier Mascherano, Javier Pastore (79. Éver Banega) – Lionel Messi , Sergio Agüero (82. Carlos Tévez), Ángel Di María (89. Roberto Pereyra) Cheftrainer: Gerardo Martino | Fernando Muslera – Maxi Pereira, José María Giménez, Diego Godín , Álvaro Pereira – Álvaro González, Egidio Arévalo Ríos, Nicolás Lodeiro (70. Abel Hernández), Cristian Rodríguez (64. Carlos Sánchez) – Diego Rolán, Edinson Cavani Cheftrainer: Óscar Tabárez | Uruguay | Aufstellung Argentinien gegen Uruguay |
| Argentinien                                                  | 1:0 Sergio Agüero (55.) | | Uruguay | Aufstellung Argentinien gegen Uruguay |
| Argentinien                                                  | Javier Mascherano (45.+1'), Marcos Rojo (71.), Sergio Romero (84.) | Nicolás Lodeiro (31.), Diego Godín (65.), Álvaro Pereira (86.) | Uruguay | Aufstellung Argentinien gegen Uruguay |
| Argentinien                                                  | Gerardo Martino wurde in der 31. Minute auf die Tribüne verwiesen. | | Uruguay | Aufstellung Argentinien gegen Uruguay |
| Argentinien                                                  | Spieler des Spiels: Lionel Messi | | Uruguay | Aufstellung Argentinien gegen Uruguay |
| 16. Juni 2015 um 20:30 Uhr in La Serena (Estadio La Portada) | | |         |                                       |
| Zuschauer: 18.243                                            | | |         |                                       |
| Schiedsrichter: Sandro Ricci ( Brasilien)                    | | |         |                                       |

#### Uruguay – Paraguay 1:1 (1:1)
| Uruguay                                                      | Uruguay | Paraguay | Paraguay | Aufstellung                        |
| ------------------------------------------------------------ | --- | --- | -------- | ---------------------------------- |
| Uruguay                                                      | \| 20. Juni 2015 um 16:00 Uhr in La Serena (Estadio La Portada) \| \| Zuschauer: 16.021 \| \| Schiedsrichter: Roberto García Orozco ( Mexiko) \| | \| 20. Juni 2015 um 16:00 Uhr in La Serena (Estadio La Portada) \| \| Zuschauer: 16.021 \| \| Schiedsrichter: Roberto García Orozco ( Mexiko) \| | Paraguay | Aufstellung Uruguay gegen Paraguay |
| Uruguay                                                      | Fernando Muslera – Maxi Pereira , José María Giménez, Sebastián Coates, Álvaro Pereira – Álvaro González, Egidio Arévalo Ríos, Carlos Sánchez (67. Cristian Rodríguez) – Edinson Cavani, Abel Hernández (46. Christian Stuani), Diego Rolán Cheftrainer: Óscar Tabárez | Justo Villar – Marcos Cáceres, Paulo da Silva, Bruno Valdez, Iván Piris – Raúl Bobadilla (67. Derlis González), Osmar Molinas, Néstor Ortigoza (64. Richard Ortiz), Edgar Benítez – Nelson Valdez, Lucas Barrios (71. Roque Santa Cruz) Cheftrainer: Ramón Díaz ( Argentinien) | Paraguay | Aufstellung Uruguay gegen Paraguay |
| Uruguay                                                      | 1:0 José María Giménez (28.) | 1:1 Lucas Barrios (44.) | Paraguay | Aufstellung Uruguay gegen Paraguay |
| Uruguay                                                      | Abel Hernández (5.), Sebastián Coates (72.), Álvaro Pereira (74.) | Néstor Ortigoza (9.), Richard Ortiz (69.), Osmar Molinas (81.) | Paraguay | Aufstellung Uruguay gegen Paraguay |
| Uruguay                                                      | Spieler des Spiels: Lucas Barrios | | Paraguay | Aufstellung Uruguay gegen Paraguay |
| 20. Juni 2015 um 16:00 Uhr in La Serena (Estadio La Portada) | | |          |                                    |
| Zuschauer: 16.021                                            | | |          |                                    |
| Schiedsrichter: Roberto García Orozco ( Mexiko)              | | |          |                                    |

#### Argentinien – Jamaika 1:0 (1:0)
| Argentinien                                                    | Argentinien | Jamaika | Jamaika | Aufstellung                           |
| -------------------------------------------------------------- | --- | --- | ------- | ------------------------------------- |
| Argentinien                                                    | \| 20. Juni 2015 um 18:30 Uhr in Viña del Mar (Estadio Sausalito) \| \| Zuschauer: 21.083 \| \| Schiedsrichter: Julio Bascuñán ( Chile) \| | \| 20. Juni 2015 um 18:30 Uhr in Viña del Mar (Estadio Sausalito) \| \| Zuschauer: 21.083 \| \| Schiedsrichter: Julio Bascuñán ( Chile) \| | Jamaika | Aufstellung Argentinien gegen Jamaika |
| Argentinien                                                    | Sergio Romero – Pablo Zabaleta, Ezequiel Garay, Martín Demichelis, Marcos Rojo – Lucas Biglia, Javier Mascherano, Javier Pastore (59. Roberto Pereyra) – Lionel Messi , Gonzalo Higuaín (72. Carlos Tévez), Ángel Di María (84. Erik Lamela) Cheftrainer: Jorge Pautasso | Dwayne Miller – Adrian Mariappa, Michael Hector (71. Jermaine Taylor), Wes Morgan, Kemar Lawrence – Rodolph Austin , Je-Vaughn Watson – Garath McCleary, Jobi McAnuff, Lance Laing (72. Simon Dawkins) – Deshorn Brown (78. Giles Barnes) Cheftrainer: Winfried Schäfer ( Deutschland) | Jamaika | Aufstellung Argentinien gegen Jamaika |
| Argentinien                                                    | 1:0 Gonzalo Higuaín (10.) | | Jamaika | Aufstellung Argentinien gegen Jamaika |
| Argentinien                                                    | Javier Pastore (45.), Pablo Zabaleta (90.+2') | Je-Vaughn Watson (31.), Michael Hector (52.), Rodolph Austin (53.) | Jamaika | Aufstellung Argentinien gegen Jamaika |
| Argentinien                                                    | Spieler des Spiels: Ángel Di María | | Jamaika | Aufstellung Argentinien gegen Jamaika |
| 20. Juni 2015 um 18:30 Uhr in Viña del Mar (Estadio Sausalito) | | |         |                                       |
| Zuschauer: 21.083                                              | | |         |                                       |
| Schiedsrichter: Julio Bascuñán ( Chile)                        | | |         |                                       |

### Gruppe C

#### Kolumbien – Venezuela 0:1 (0:0)
| Kolumbien                                                    | Kolumbien | Venezuela | Venezuela | Aufstellung                           |
| ------------------------------------------------------------ | --- | --- | --------- | ------------------------------------- |
| Kolumbien                                                    | \| 14. Juni 2015 um 16:00 Uhr in Rancagua (Estadio El Teniente) \| \| Zuschauer: 12.387 \| \| Schiedsrichter: Andrés Cunha ( Uruguay) \| | \| 14. Juni 2015 um 16:00 Uhr in Rancagua (Estadio El Teniente) \| \| Zuschauer: 12.387 \| \| Schiedsrichter: Andrés Cunha ( Uruguay) \| | Venezuela | Aufstellung Kolumbien gegen Venezuela |
| Kolumbien                                                    | David Ospina – Juan Zúñiga, Cristián Zapata, Jeison Murillo, Pablo Armero (82. Jackson Martínez) – Juan Cuadrado, Carlos Sánchez (63. Edwin Cardona), Edwin Valencia, James Rodríguez – Carlos Bacca (72. Teófilo Gutiérrez), Falcao Cheftrainer: José Pekerman ( Argentinien) | Alain Baroja – Roberto Rosales, Oswaldo Vizcarrondo, Andrés Túñez, Fernando Amorebieta – Tomás Rincón, Luis Manuel Seijas (75. Franklin Lucena), Juan Arango (85. Gabriel Cichero) – Alejandro Guerra, Ronald Vargas (78. César Eduardo González) – Salomón Rondón Cheftrainer: Noel Sanvicente | Venezuela | Aufstellung Kolumbien gegen Venezuela |
| Kolumbien                                                    | 0:1 Salomón Rondón (59.) | | Venezuela | Aufstellung Kolumbien gegen Venezuela |
| Kolumbien                                                    | Carlos Sánchez (54.), Juan Zúñiga (71.), James Rodríguez (86.) | Luis Manuel Seijas (18.), Fernando Amorebieta (25.), Franklin Lucena (74.), Oswaldo Vizcarrondo (83.) | Venezuela | Aufstellung Kolumbien gegen Venezuela |
| Kolumbien                                                    | Spieler des Spiels: Salomón Rondón | | Venezuela | Aufstellung Kolumbien gegen Venezuela |
| 14. Juni 2015 um 16:00 Uhr in Rancagua (Estadio El Teniente) | | |           |                                       |
| Zuschauer: 12.387                                            | | |           |                                       |
| Schiedsrichter: Andrés Cunha ( Uruguay)                      | | |           |                                       |

#### Brasilien – Peru 2:1 (1:1)
| Brasilien                                                    | Brasilien | Peru | Peru | Aufstellung                      |
| ------------------------------------------------------------ | --- | --- | ---- | -------------------------------- |
| Brasilien                                                    | \| 14. Juni 2015 um 18:30 Uhr in Temuco (Estadio Germán Becker) \| \| Zuschauer: 16.342 \| \| Schiedsrichter: Roberto García Orozco ( Mexiko) \|                                                                  | \| 14. Juni 2015 um 18:30 Uhr in Temuco (Estadio Germán Becker) \| \| Zuschauer: 16.342 \| \| Schiedsrichter: Roberto García Orozco ( Mexiko) \| | Peru | Aufstellung Brasilien gegen Peru |
| Brasilien                                                    | Jefferson – Dani Alves, Miranda, David Luiz, Filipe Luís – Elias, Fernandinho – Willian (87. Éverton Ribeiro), Neymar , Fred (74. Roberto Firmino) – Diego Tardelli (66. Douglas Costa) Cheftrainer: Carlos Dunga | Pedro Gallese – Luis Advíncula, Carlos Ascues, Carlos Zambrano, Juan Manuel Vargas (89. Yoshimar Yotún) – Joel Sánchez, Josepmir Ballón, Carlos Lobatón , Christian Cueva (82. Yordy Reyna) – Jefferson Farfán (82. André Carrillo), Paolo Guerrero Cheftrainer: Ricardo Gareca ( Argentinien) | Peru | Aufstellung Brasilien gegen Peru |
| Brasilien                                                    | 1:1 Neymar (4.) 2:1 Douglas Costa (90.+1') | 0:1 Christian Cueva (2.) | Peru | Aufstellung Brasilien gegen Peru |
| Brasilien                                                    | Neymar (45.), Filipe Luís (58.) | Paolo Guerrero (30.), Juan Manuel Vargas (83.) | Peru | Aufstellung Brasilien gegen Peru |
| Brasilien                                                    | Spieler des Spiels: Neymar | | Peru | Aufstellung Brasilien gegen Peru |
| 14. Juni 2015 um 18:30 Uhr in Temuco (Estadio Germán Becker) | | |      |                                  |
| Zuschauer: 16.342                                            | | |      |                                  |
| Schiedsrichter: Roberto García Orozco ( Mexiko)              | | |      |                                  |

#### Brasilien – Kolumbien 0:1 (0:1)
| Brasilien                                                            | Brasilien | Kolumbien | Kolumbien | Aufstellung                           |
| -------------------------------------------------------------------- | --- | --- | --------- | ------------------------------------- |
| Brasilien                                                            | \| 17. Juni 2015 um 21:00 Uhr in Santiago de Chile (Estadio Monumental) \| \| Zuschauer: 44.008 \| \| Schiedsrichter: Enrique Osses ( Chile) \|                                                                       | \| 17. Juni 2015 um 21:00 Uhr in Santiago de Chile (Estadio Monumental) \| \| Zuschauer: 44.008 \| \| Schiedsrichter: Enrique Osses ( Chile) \| | Kolumbien | Aufstellung Brasilien gegen Kolumbien |
| Brasilien                                                            | Jefferson – Dani Alves, Miranda, Thiago Silva, Filipe Luís – Elias (76. Diego Tardelli), Fernandinho – Willian (69. Douglas Costa), Neymar , Fred (46. Philippe Coutinho) – Roberto Firmino Cheftrainer: Carlos Dunga | David Ospina – Juan Zúñiga, Cristián Zapata, Jeison Murillo, Pablo Armero – Juan Cuadrado, Carlos Sánchez, Edwin Valencia (80. Alexander Mejía), James Rodríguez – Teófilo Gutiérrez (76. Carlos Bacca), Falcao (68. Víctor Ibarbo) Cheftrainer: José Pekerman ( Argentinien) | Kolumbien | Aufstellung Brasilien gegen Kolumbien |
| Brasilien                                                            | 0:1 Jeison Murillo (36.) | | Kolumbien | Aufstellung Brasilien gegen Kolumbien |
| Brasilien                                                            | Fernandinho (34.), Roberto Firmino (41.), Neymar (45.) | Teófilo Gutiérrez (19.) | Kolumbien | Aufstellung Brasilien gegen Kolumbien |
| Brasilien                                                            | Neymar (90.+4') | Carlos Bacca (90.+4') | Kolumbien | Aufstellung Brasilien gegen Kolumbien |
| Brasilien                                                            | Spieler des Spiels: Carlos Sánchez | | Kolumbien | Aufstellung Brasilien gegen Kolumbien |
| 17. Juni 2015 um 21:00 Uhr in Santiago de Chile (Estadio Monumental) | | |           |                                       |
| Zuschauer: 44.008                                                    | | |           |                                       |
| Schiedsrichter: Enrique Osses ( Chile)                               | | |           |                                       |

#### Peru – Venezuela 1:0 (0:0)
| Peru                                                                      | Peru | Venezuela | Venezuela | Aufstellung                      |
| ------------------------------------------------------------------------- | --- | --- | --------- | -------------------------------- |
| Peru                                                                      | \| 18. Juni 2015 um 20:30 Uhr in Valparaíso (Estadio Elías Figueroa Brander) \| \| Zuschauer: 15.542 \| \| Schiedsrichter: Raúl Orosco ( Bolivien) \| | \| 18. Juni 2015 um 20:30 Uhr in Valparaíso (Estadio Elías Figueroa Brander) \| \| Zuschauer: 15.542 \| \| Schiedsrichter: Raúl Orosco ( Bolivien) \| | Venezuela | Aufstellung Peru gegen Venezuela |
| Peru                                                                      | Pedro Gallese – Luis Advíncula, Carlos Zambrano, Carlos Ascues, Juan Manuel Vargas – Joel Sánchez, Josepmir Ballón, Carlos Lobatón (46. Yordy Reyna), Christian Cueva (83. Paolo Hurtado) – Claudio Pizarro (89. Yoshimar Yotún), Paolo Guerrero Cheftrainer: Ricardo Gareca ( Argentinien) | Alain Baroja – Roberto Rosales, Oswaldo Vizcarrondo, Andrés Túñez, Fernando Amorebieta – Tomás Rincón, Luis Manuel Seijas (82. Miku) – Ronald Vargas (37. Gabriel Cichero), Juan Arango (73. Josef Martínez), Alejandro Guerra – Salomón Rondón Cheftrainer: Noel Sanvicente | Venezuela | Aufstellung Peru gegen Venezuela |
| Peru                                                                      | 1:0 Claudio Pizarro (72.) | | Venezuela | Aufstellung Peru gegen Venezuela |
| Peru                                                                      | Josepmir Ballón (35.), Carlos Lobatón (37.), Paolo Guerrero (69.) | Gabriel Cichero (88.) | Venezuela | Aufstellung Peru gegen Venezuela |
| Peru                                                                      | Fernando Amorebieta (30.) | | Venezuela | Aufstellung Peru gegen Venezuela |
| Peru                                                                      | Spieler des Spiels: Paolo Guerrero | | Venezuela | Aufstellung Peru gegen Venezuela |
| 18. Juni 2015 um 20:30 Uhr in Valparaíso (Estadio Elías Figueroa Brander) | | |           |                                  |
| Zuschauer: 15.542                                                         | | |           |                                  |
| Schiedsrichter: Raúl Orosco ( Bolivien)                                   | | |           |                                  |

#### Kolumbien – Peru 0:0
| Kolumbien                                                    | Kolumbien | Peru | Peru | Aufstellung                      |
| ------------------------------------------------------------ | --- | --- | ---- | -------------------------------- |
| Kolumbien                                                    | \| 21. Juni 2015 um 16:00 Uhr in Temuco (Estadio Germán Becker) \| \| Zuschauer: 17.231 \| \| Schiedsrichter: Néstor Pitana ( Argentinien) \| | \| 21. Juni 2015 um 16:00 Uhr in Temuco (Estadio Germán Becker) \| \| Zuschauer: 17.231 \| \| Schiedsrichter: Néstor Pitana ( Argentinien) \| | Peru | Aufstellung Kolumbien gegen Peru |
| Kolumbien                                                    | David Ospina – Santiago Arias, Cristián Zapata, Jeison Murillo, Pablo Armero (57. Víctor Ibarbo) – Juan Cuadrado, Edwin Valencia (24. Alexander Mejía), Carlos Sánchez, James Rodríguez – Falcao (65. Jackson Martínez), Teófilo Gutiérrez Cheftrainer: José Pekerman ( Argentinien) | Pedro Gallese – Luis Advíncula, Carlos Zambrano, Carlos Ascues, Juan Manuel Vargas – Joel Sánchez (81. Paolo Hurtado), Josepmir Ballón, Carlos Lobatón, Christian Cueva (90. Yoshimar Yotún) – Claudio Pizarro (56. Jefferson Farfán), Paolo Guerrero Cheftrainer: Ricardo Gareca ( Argentinien) | Peru | Aufstellung Kolumbien gegen Peru |
| Kolumbien                                                    | Cristián Zapata (8.), Carlos Sánchez (64.) | Josepmir Ballón (33.), Carlos Lobatón (79.), Jefferson Farfán (90.+1') | Peru | Aufstellung Kolumbien gegen Peru |
| Kolumbien                                                    | Spieler des Spiels: James Rodríguez | | Peru | Aufstellung Kolumbien gegen Peru |
| 21. Juni 2015 um 16:00 Uhr in Temuco (Estadio Germán Becker) | | |      |                                  |
| Zuschauer: 17.231                                            | | |      |                                  |
| Schiedsrichter: Néstor Pitana ( Argentinien)                 | | |      |                                  |

#### Brasilien – Venezuela 2:1 (1:0)
| Brasilien                                                            | Brasilien | Venezuela | Venezuela | Aufstellung                           |
| -------------------------------------------------------------------- | --- | --- | --------- | ------------------------------------- |
| Brasilien                                                            | \| 21. Juni 2015 um 18:30 Uhr in Santiago de Chile (Estadio Monumental) \| \| Zuschauer: 33.284 \| \| Schiedsrichter: Enrique Cáceres ( Paraguay) \|                                                                     | \| 21. Juni 2015 um 18:30 Uhr in Santiago de Chile (Estadio Monumental) \| \| Zuschauer: 33.284 \| \| Schiedsrichter: Enrique Cáceres ( Paraguay) \| | Venezuela | Aufstellung Brasilien gegen Venezuela |
| Brasilien                                                            | Jefferson – Dani Alves, Thiago Silva, Miranda , Filipe Luís – Willian, Fernandinho, Elias, Philippe Coutinho (67. David Luiz) – Roberto Firmino (67. Diego Tardelli), Robinho (76. Marquinhos) Cheftrainer: Carlos Dunga | Alain Baroja – Roberto Rosales, Oswaldo Vizcarrondo, Andrés Túñez, Gabriel Cichero – Luis Manuel Seijas (46. César Eduardo González), Tomás Rincón, Alejandro Guerra (72. Miku) – Ronald Vargas (46. Josef Martínez), Juan Arango – Salomón Rondón Cheftrainer: Noel Sanvicente | Venezuela | Aufstellung Brasilien gegen Venezuela |
| Brasilien                                                            | 1:0 Thiago Silva (9.) 2:0 Roberto Firmino (52.) | 2:1 Miku (85.) | Venezuela | Aufstellung Brasilien gegen Venezuela |
| Brasilien                                                            | Thiago Silva (83.) | Ronald Vargas (45.), Luis Manuel Seijas (45.+2'), Andrés Túñez (88.) | Venezuela | Aufstellung Brasilien gegen Venezuela |
| Brasilien                                                            | Spieler des Spiels: Thiago Silva | | Venezuela | Aufstellung Brasilien gegen Venezuela |
| 21. Juni 2015 um 18:30 Uhr in Santiago de Chile (Estadio Monumental) | | |           |                                       |
| Zuschauer: 33.284                                                    | | |           |                                       |
| Schiedsrichter: Enrique Cáceres ( Paraguay)                          | | |           |                                       |

## Finalrunde

### Viertelfinale

#### Chile – Uruguay 1:0 (0:0)
| Chile                                                                       | Chile | Uruguay | Uruguay | Aufstellung                     |
| --------------------------------------------------------------------------- | --- | --- | ------- | ------------------------------- |
| Chile                                                                       | \| 24. Juni 2015 um 20:30 Uhr in Santiago de Chile (Estadio Nacional de Chile) \| \| Zuschauer: 45.304 \| \| Schiedsrichter: Sandro Ricci ( Brasilien) \| | \| 24. Juni 2015 um 20:30 Uhr in Santiago de Chile (Estadio Nacional de Chile) \| \| Zuschauer: 45.304 \| \| Schiedsrichter: Sandro Ricci ( Brasilien) \| | Uruguay | Aufstellung Chile gegen Uruguay |
| Chile                                                                       | Claudio Bravo – Mauricio Isla, Gary Medel, Gonzalo Jara, Eugenio Mena – Charles Aránguiz, Marcelo Díaz (71. Matías Fernández), Arturo Vidal – Jorge Valdivia (85. David Pizarro) – Eduardo Vargas (71. Mauricio Pinilla), Alexis Sánchez Cheftrainer: Jorge Sampaoli ( Argentinien) | Fernando Muslera – Maxi Pereira, José María Giménez, Diego Godín , Jorge Fucile – Carlos Sánchez (85. Jonathan Javier Rodríguez), Álvaro González, Egidio Arévalo Ríos, Cristian Rodríguez – Diego Rolán (58. Abel Hernández), Edinson Cavani Cheftrainer: Óscar Tabárez | Uruguay | Aufstellung Chile gegen Uruguay |
| Chile                                                                       | 1:0 Mauricio Isla (80.) | | Uruguay | Aufstellung Chile gegen Uruguay |
| Chile                                                                       | Jorge Valdivia (18.), Mauricio Isla (43.), Mauricio Pinilla (84.) | Edinson Cavani (29.), Jorge Fucile (40.), Maxi Pereira (67.) | Uruguay | Aufstellung Chile gegen Uruguay |
| Chile                                                                       | Edinson Cavani (63.), Jorge Fucile (88.) | | Uruguay | Aufstellung Chile gegen Uruguay |
| Chile                                                                       | Óscar Tabárez wurde in der Nachspielzeit auf die Tribüne verwiesen. | | Uruguay | Aufstellung Chile gegen Uruguay |
| Chile                                                                       | Spieler des Spiels: Alexis Sánchez | | Uruguay | Aufstellung Chile gegen Uruguay |
| 24. Juni 2015 um 20:30 Uhr in Santiago de Chile (Estadio Nacional de Chile) | | |         |                                 |
| Zuschauer: 45.304                                                           | | |         |                                 |
| Schiedsrichter: Sandro Ricci ( Brasilien)                                   | | |         |                                 |

#### Bolivien – Peru 1:3 (0:2)
| Bolivien                                                     | Bolivien | Peru | Peru | Aufstellung                     |
| ------------------------------------------------------------ | --- | --- | ---- | ------------------------------- |
| Bolivien                                                     | \| 25. Juni 2015 um 20:30 Uhr in Temuco (Estadio Germán Becker) \| \| Zuschauer: 16.872 \| \| Schiedsrichter: Wilmar Roldán ( Kolumbien) \| | \| 25. Juni 2015 um 20:30 Uhr in Temuco (Estadio Germán Becker) \| \| Zuschauer: 16.872 \| \| Schiedsrichter: Wilmar Roldán ( Kolumbien) \| | Peru | Aufstellung Bolivien gegen Peru |
| Bolivien                                                     | Romel Quiñónez – Miguel Ángel Hurtado (46. Pablo Daniel Escobar), Edward Zenteno, Ronald Raldes , Cristian Coimbra, Leonel Morales (46. Damián Lizio) – Alejandro Chumacero, Marvin Bejarano, Martin Smedberg-Dalence – Alcides Peña (68. Ricardo Pedriel Suárez), Marcelo Moreno Cheftrainer: Mauricio Soria | Pedro Gallese – Luis Advíncula, Carlos Zambrano, Carlos Ascues, Juan Manuel Vargas – Jefferson Farfán (77. Paolo Hurtado), Edwin Retamoso, Yoshimar Yotún, Christian Cueva (82. Yordy Reyna) – Claudio Pizarro (66. André Carrillo), Paolo Guerrero Cheftrainer: Ricardo Gareca ( Argentinien) | Peru | Aufstellung Bolivien gegen Peru |
| Bolivien                                                     | 1:3 Marcelo Moreno (84., Foulelfmeter) | 0:1 Paolo Guerrero (20.) 0:2 Paolo Guerrero (23.) 0:3 Paolo Guerrero (74.) | Peru | Aufstellung Bolivien gegen Peru |
| Bolivien                                                     | Marvin Bejarano (35.), Pablo Daniel Escobar (69.), Ricardo Pedriel Suárez (73.), Marcelo Moreno (86.) | Luis Advíncula (32.), Pedro Gallese (61.), Yoshimar Yotún (89.) | Peru | Aufstellung Bolivien gegen Peru |
| Bolivien                                                     | Spieler des Spiels: Paolo Guerrero | | Peru | Aufstellung Bolivien gegen Peru |
| 25. Juni 2015 um 20:30 Uhr in Temuco (Estadio Germán Becker) | | |      |                                 |
| Zuschauer: 16.872                                            | | |      |                                 |
| Schiedsrichter: Wilmar Roldán ( Kolumbien)                   | | |      |                                 |

#### Argentinien – Kolumbien 0:0, 5:4 i.E.
| Argentinien                                                    | Argentinien | Kolumbien | Kolumbien | Aufstellung                             |
| -------------------------------------------------------------- | --- | --- | --------- | --------------------------------------- |
| Argentinien                                                    | \| 26. Juni 2015 um 20:30 Uhr in Viña del Mar (Estadio Sausalito) \| \| Zuschauer: 21.508 \| \| Schiedsrichter: Roberto García Orozco ( Mexiko) \| | \| 26. Juni 2015 um 20:30 Uhr in Viña del Mar (Estadio Sausalito) \| \| Zuschauer: 21.508 \| \| Schiedsrichter: Roberto García Orozco ( Mexiko) \| | Kolumbien | Aufstellung Argentinien gegen Kolumbien |
| Argentinien                                                    | Sergio Romero – Pablo Zabaleta, Ezequiel Garay, Nicolás Otamendi, Marcos Rojo – Lucas Biglia, Javier Mascherano, Javier Pastore (77. Éver Banega) – Lionel Messi , Sergio Agüero (73. Carlos Tévez), Ángel Di María (87. Ezequiel Lavezzi) Cheftrainer: Gerardo Martino | David Ospina – Juan Zúñiga, Cristián Zapata, Jeison Murillo, Santiago Arias – Juan Cuadrado, Alexander Mejía, Víctor Ibarbo (85. Luis Muriel) – James Rodríguez – Teófilo Gutiérrez (24. Edwin Cardona), Jackson Martínez (74. Falcao) Cheftrainer: José Pekerman ( Argentinien) | Kolumbien | Aufstellung Argentinien gegen Kolumbien |
| Argentinien                                                    | Elfmeterschießen | | Kolumbien | Aufstellung Argentinien gegen Kolumbien |
| Argentinien                                                    | 1:0 Lionel Messi 2:1 Ezequiel Garay 3:2 Éver Banega 4:3 Ezequiel Lavezzi Lucas Biglia Marcos Rojo 5:4 Carlos Tévez | 1:1 James Rodríguez 2:2 Falcao 3:3 Juan Cuadrado Luis Muriel 4:4 Edwin Cardona Juan Zúñiga Jeison Murillo | Kolumbien | Aufstellung Argentinien gegen Kolumbien |
| Argentinien                                                    | Sergio Agüero (20.), Javier Mascherano (34.), Lionel Messi (90.+1') | James Rodríguez (12.), Alexander Mejía (21.), Santiago Arias (37.), Juan Cuadrado (41.), Falcao (86.) | Kolumbien | Aufstellung Argentinien gegen Kolumbien |
| Argentinien                                                    | Spieler des Spiels: Lionel Messi | | Kolumbien | Aufstellung Argentinien gegen Kolumbien |
| 26. Juni 2015 um 20:30 Uhr in Viña del Mar (Estadio Sausalito) | | |           |                                         |
| Zuschauer: 21.508                                              | | |           |                                         |
| Schiedsrichter: Roberto García Orozco ( Mexiko)                | | |           |                                         |

#### Brasilien – Paraguay 1:1 (1:0), 3:4 i.E.
| Brasilien                                                                  | Brasilien | Paraguay | Paraguay | Aufstellung                          |
| -------------------------------------------------------------------------- | --- | --- | -------- | ------------------------------------ |
| Brasilien                                                                  | \| 27. Juni 2015 um 18:30 Uhr in Concepción (Estadio Municipal de Concepción) \| \| Zuschauer: 29.276 \| \| Schiedsrichter: Andrés Cunha ( Uruguay) \|                                                                           | \| 27. Juni 2015 um 18:30 Uhr in Concepción (Estadio Municipal de Concepción) \| \| Zuschauer: 29.276 \| \| Schiedsrichter: Andrés Cunha ( Uruguay) \| | Paraguay | Aufstellung Brasilien gegen Paraguay |
| Brasilien                                                                  | Jefferson – Dani Alves, Thiago Silva, Miranda , Filipe Luís – Willian (60. Douglas Costa), Fernandinho, Elias, Philippe Coutinho – Roberto Firmino (69. Diego Tardelli), Robinho (87. Éverton Ribeiro) Cheftrainer: Carlos Dunga | Justo Villar – Bruno Valdez, Paulo da Silva, Pablo César Aguilar, Iván Piris – Derlis González, Eduardo Aranda (77. Osvaldo Martínez), Víctor Cáceres, Edgar Benítez (84. Óscar Romero) – Nelson Valdez (74. Raúl Bobadilla), Roque Santa Cruz Cheftrainer: Ramón Díaz ( Argentinien) | Paraguay | Aufstellung Brasilien gegen Paraguay |
| Brasilien                                                                  | 1:0 Robinho (14.) | 1:1 Derlis González (71., Handelfmeter) | Paraguay | Aufstellung Brasilien gegen Paraguay |
| Brasilien                                                                  | Elfmeterschießen | | Paraguay | Aufstellung Brasilien gegen Paraguay |
| Brasilien                                                                  | 1:0 Fernandinho Éverton Ribeiro 2:2 Miranda Douglas Costa 3:3 Philippe Coutinho | 1:1 Osvaldo Martínez 1:2 Víctor Cáceres 2:3 Raúl Bobadilla Roque Santa Cruz 3:4 Derlis González | Paraguay | Aufstellung Brasilien gegen Paraguay |
| Brasilien                                                                  | Dani Alves (51.), Philippe Coutinho (76.) | Bruno Valdez (25.), Pablo César Aguilar (38.), Osvaldo Martínez (81.) | Paraguay | Aufstellung Brasilien gegen Paraguay |
| Brasilien                                                                  | Spieler des Spiels: Nelson Valdez | | Paraguay | Aufstellung Brasilien gegen Paraguay |
| 27. Juni 2015 um 18:30 Uhr in Concepción (Estadio Municipal de Concepción) | | |          |                                      |
| Zuschauer: 29.276                                                          | | |          |                                      |
| Schiedsrichter: Andrés Cunha ( Uruguay)                                    | | |          |                                      |

### Halbfinale

#### Chile – Peru 2:1 (1:0)
| Chile                                                                       | Chile | Peru | Peru | Aufstellung                  |
| --------------------------------------------------------------------------- | --- | --- | ---- | ---------------------------- |
| Chile                                                                       | \| 29. Juni 2015 um 20:30 Uhr in Santiago de Chile (Estadio Nacional de Chile) \| \| Zuschauer: 45.651 \| \| Schiedsrichter: José Argote ( Venezuela) \| | \| 29. Juni 2015 um 20:30 Uhr in Santiago de Chile (Estadio Nacional de Chile) \| \| Zuschauer: 45.651 \| \| Schiedsrichter: José Argote ( Venezuela) \| | Peru | Aufstellung Chile gegen Peru |
| Chile                                                                       | Claudio Bravo – Mauricio Isla, Gary Medel, José Manuel Rojas, Miiko Albornoz (46. Eugenio Mena) – Arturo Vidal, Marcelo Díaz (46. David Pizarro), Charles Aránguiz – Jorge Valdivia (86. Felipe Gutiérrez) – Eduardo Vargas, Alexis Sánchez Cheftrainer: Jorge Sampaoli ( Argentinien) | Pedro Gallese – Luis Advíncula, Carlos Zambrano, Carlos Ascues, Juan Manuel Vargas – André Carrillo (73. Claudio Pizarro), Josepmir Ballón, Carlos Lobatón (74. Yoshimar Yotún), Christian Cueva (29. Christian Ramos) – Jefferson Farfán, Paolo Guerrero Cheftrainer: Ricardo Gareca ( Argentinien) | Peru | Aufstellung Chile gegen Peru |
| Chile                                                                       | 1:0 Eduardo Vargas (41.) 2:1 Eduardo Vargas (63.) | 1:1 Gary Medel (60., Eigentor) | Peru | Aufstellung Chile gegen Peru |
| Chile                                                                       | Carlos Zambrano (7.) | | Peru | Aufstellung Chile gegen Peru |
| Chile                                                                       | Carlos Zambrano (21.) | | Peru | Aufstellung Chile gegen Peru |
| Chile                                                                       | Spieler des Spiels: Eduardo Vargas | | Peru | Aufstellung Chile gegen Peru |
| 29. Juni 2015 um 20:30 Uhr in Santiago de Chile (Estadio Nacional de Chile) | | |      |                              |
| Zuschauer: 45.651                                                           | | |      |                              |
| Schiedsrichter: José Argote ( Venezuela)                                    | | |      |                              |

#### Argentinien – Paraguay 6:1 (2:1)
| Argentinien                                                                | Argentinien | Paraguay | Paraguay | Aufstellung                            |
| -------------------------------------------------------------------------- | --- | --- | -------- | -------------------------------------- |
| Argentinien                                                                | \| 30. Juni 2015 um 20:30 Uhr in Concepción (Estadio Municipal de Concepción) \| \| Zuschauer: 29.205 \| \| Schiedsrichter: Sandro Ricci ( Brasilien) \| | \| 30. Juni 2015 um 20:30 Uhr in Concepción (Estadio Municipal de Concepción) \| \| Zuschauer: 29.205 \| \| Schiedsrichter: Sandro Ricci ( Brasilien) \| | Paraguay | Aufstellung Argentinien gegen Paraguay |
| Argentinien                                                                | Sergio Romero – Pablo Zabaleta, Martín Demichelis, Nicolás Otamendi, Marcos Rojo – Lucas Biglia, Javier Mascherano (77. Fernando Gago), Javier Pastore (73. Éver Banega) – Lionel Messi , Sergio Agüero (81. Gonzalo Higuaín), Ángel Di María Cheftrainer: Gerardo Martino | Justo Villar – Bruno Valdez, Paulo da Silva, Pablo César Aguilar, Iván Piris – Derlis González (26. Raúl Bobadilla), Víctor Cáceres, Richard Ortiz, Edgar Benítez – Nelson Valdez (56. Óscar Romero), Roque Santa Cruz (30. Lucas Barrios) Cheftrainer: Ramón Díaz ( Argentinien) | Paraguay | Aufstellung Argentinien gegen Paraguay |
| Argentinien                                                                | 1:0 Marcos Rojo (15.) 2:0 Javier Pastore (27.) 3:1 Ángel Di María (47.) 4:1 Ángel Di María (53.) 5:1 Sergio Agüero (80.) 6:1 Gonzalo Higuaín (83.) | 2:1 Lucas Barrios (43.) | Paraguay | Aufstellung Argentinien gegen Paraguay |
| Argentinien                                                                | Marcos Rojo (12.), Lucas Biglia (13.) | Víctor Cáceres (13.), Paulo da Silva (30.), Richard Ortiz (60.) | Paraguay | Aufstellung Argentinien gegen Paraguay |
| Argentinien                                                                | Spieler des Spiels: Lionel Messi | | Paraguay | Aufstellung Argentinien gegen Paraguay |
| 30. Juni 2015 um 20:30 Uhr in Concepción (Estadio Municipal de Concepción) | | |          |                                        |
| Zuschauer: 29.205                                                          | | |          |                                        |
| Schiedsrichter: Sandro Ricci ( Brasilien)                                  | | |          |                                        |

### Spiel um Platz 3

#### Peru – Paraguay 2:0 (0:0)
| Peru                                                                      | Peru | Paraguay | Paraguay | Aufstellung                     |
| ------------------------------------------------------------------------- | --- | --- | -------- | ------------------------------- |
| Peru                                                                      | \| 3. Juli 2015 um 20:30 Uhr in Concepción (Estadio Municipal de Concepción) \| \| Zuschauer: 29.143 \| \| Schiedsrichter: Raúl Orosco ( Bolivien) \| | \| 3. Juli 2015 um 20:30 Uhr in Concepción (Estadio Municipal de Concepción) \| \| Zuschauer: 29.143 \| \| Schiedsrichter: Raúl Orosco ( Bolivien) \| | Paraguay | Aufstellung Peru gegen Paraguay |
| Peru                                                                      | Pedro Gallese – Luis Advíncula, Christian Ramos, Carlos Ascues, Juan Manuel Vargas – André Carrillo (90.+1' Paolo Hurtado), Josepmir Ballón, Carlos Lobatón (58. Yoshimar Yotún), Christian Cueva – Yordy Reyna (84. Joel Sánchez), Paolo Guerrero Cheftrainer: Ricardo Gareca ( Argentinien) | Justo Villar – Marcos Cáceres (59. Eduardo Aranda), Paulo da Silva, Pablo César Aguilar, Miguel Samudio – Osvaldo Martínez (57. Edgar Benítez), Víctor Cáceres, Néstor Ortigoza (64. Richard Ortiz) – Raúl Bobadilla, Lucas Barrios Cheftrainer: Ramón Díaz ( Argentinien) | Paraguay | Aufstellung Peru gegen Paraguay |
| Peru                                                                      | 1:0 André Carrillo (48.) 2:0 Paolo Guerrero (89.) | | Paraguay | Aufstellung Peru gegen Paraguay |
| Peru                                                                      | Yoshimar Yotún (85.), Joel Sánchez (88.) | Miguel Samudio (37.) | Paraguay | Aufstellung Peru gegen Paraguay |
| Peru                                                                      | Spieler des Spiels: Paolo Guerrero | | Paraguay | Aufstellung Peru gegen Paraguay |
| 3. Juli 2015 um 20:30 Uhr in Concepción (Estadio Municipal de Concepción) | | |          |                                 |
| Zuschauer: 29.143                                                         | | |          |                                 |
| Schiedsrichter: Raúl Orosco ( Bolivien)                                   | | |          |                                 |

### Finale

#### Chile – Argentinien 0:0 n.V., 4:1 i.E.
| Chile                                                                      | Chile | Argentinien | Argentinien | Aufstellung                         |
| -------------------------------------------------------------------------- | --- | --- | ----------- | ----------------------------------- |
| Chile                                                                      | \| 4. Juli 2015 um 17:00 Uhr in Santiago de Chile (Estadio Nacional de Chile) \| \| Zuschauer: 45.693 \| \| Schiedsrichter: Wilmar Roldán ( Kolumbien) \| | \| 4. Juli 2015 um 17:00 Uhr in Santiago de Chile (Estadio Nacional de Chile) \| \| Zuschauer: 45.693 \| \| Schiedsrichter: Wilmar Roldán ( Kolumbien) \| | Argentinien | Aufstellung Chile gegen Argentinien |
| Chile                                                                      | Claudio Bravo – Francisco Silva, Marcelo Díaz, Gary Medel – Mauricio Isla, Charles Aránguiz, Arturo Vidal, Jean Beausejour – Jorge Valdivia (75. Matías Fernández) – Eduardo Vargas (95. Ángelo Henríquez), Alexis Sánchez Cheftrainer: Jorge Sampaoli ( Argentinien) | Sergio Romero – Pablo Zabaleta, Martín Demichelis, Nicolás Otamendi, Marcos Rojo – Lucas Biglia, Javier Mascherano, Javier Pastore (81. Éver Banega) – Lionel Messi , Sergio Agüero (74. Gonzalo Higuaín), Ángel Di María (29. Ezequiel Lavezzi) Cheftrainer: Gerardo Martino | Argentinien | Aufstellung Chile gegen Argentinien |
| Chile                                                                      | Elfmeterschießen | | Argentinien | Aufstellung Chile gegen Argentinien |
| Chile                                                                      | 1:0 Matías Fernández 2:1 Arturo Vidal 3:1 Charles Aránguiz 4:1 Alexis Sánchez | 1:1 Lionel Messi Gonzalo Higuaín (über das Tor) Éver Banega (gehalten durch Claudio Bravo) | Argentinien | Aufstellung Chile gegen Argentinien |
| Chile                                                                      | Francisco Silva (24.), Gary Medel (34.), Marcelo Díaz (44.), Charles Aránguiz (86.) | Marcos Rojo (55.), Javier Mascherano (55.), Éver Banega (91.) | Argentinien | Aufstellung Chile gegen Argentinien |
| Chile                                                                      | Spieler des Spiels: Arturo Vidal | | Argentinien | Aufstellung Chile gegen Argentinien |
| 4. Juli 2015 um 17:00 Uhr in Santiago de Chile (Estadio Nacional de Chile) | | |             |                                     |
| Zuschauer: 45.693                                                          | | |             |                                     |
| Schiedsrichter: Wilmar Roldán ( Kolumbien)                                 | | |             |                                     |